# Jeferson De
Jeferson De (Taubaté, 1969) é um cineasta brasileiro.

## Biografia
Estudou cinema na Universidade de São Paulo, onde foi bolsista da FAPESP com a pesquisa: "Diretores Cinematográficos Negros". Em 2000, publicou o manifesto "Dogma Feijoada".
Roteirista e diretor dos premiados curtas Distraída Pra Morte, de 2001; Carolina, de 2003; e Narciso RAP, de 2005. Foi editor e finalizador em projetos na MTV Brasil e no SBT, entre eles: as séries Vinte poucos anos, Tudo de Bom e Popstars. Em 2003, produziu em São Paulo os programas Brasil Total e Central da Periferia, exibidos na TV Globo.
Em 2005 lançou o livro Dogma Feijoada e o Cinema Negro Brasileiro, dentro da coleção Aplauso. Na TV criou e dirigiu, junto à gravadora Trama, o programa TRAMAVIRTUAL, exibido no Multishow. Em 2007 dirigiu o curta metragem Jonas só mais um para o Projeto da X Brasil para o Marco Universal. Seu longa-metragem de estreia Bróder foi selecionado no 60º Festival de Berlim e lançado no Brasil em abril de 2011, tendo recebido o prêmio de Melhor Filme pela Associação Paulista de Críticos de Arte e onze indicações no Grande Prêmio do Cinema Brasileiro. O roteiro do filme foi selecionado no VI Laboratório de Roteiros do Instituto Sundance. Em 2009, fundou a produtora BUDA FILMES.
Em 2013 dirigiu 26 episódios da série Pedro & Bianca, exibido na TV Cultura e ganhadora do Emmy no 2º Emmy Kids Awards e também o Prix Jeunesse Iberoamericano na categoria ficção para 12 anos. Foi diretor da sexta temporada do Conexões Urbanas, exibido no canal a cabo Multishow. No ano seguinte, dirigiu a série Condomínio Jaqueline (Fox/TV Cultura) e apresentou o programa Mais Direitos, Mais Humanos da TV Brasil.
Em 2015 estreou seu segundo longa-metragem, O Amuleto (Paris Filmes/Downtown), e quatro anos depois De já estava rodando um terceiro, Correndo Atrás. (Globo Filmes), baseado no livro de Hélio de la Peña.
Em 2018, lançou o longa M8 – Quando a Morte Socorre a Vida, sobre um jovem estudante de medicina, e em 2021, Doutor Gama, obra biográfica sobre o advogado abolicionista Luís Gama.
Atualmente dirige a série Escola de Gênios para a MIXER/Gloob.

## Filmografia

### Novelas
| Ano  | Título            | Cargo         | Emissora | Parceiros titulares                                   | Autoria          |
| ---- | ----------------- | ------------- | -------- | ----------------------------------------------------- | ---------------- |
| 2022 | Além da Ilusão    | Direção       | TV Globo | Luís Felipe Sá (geral) Luiz Henrique Rios (artística) | Alessandra Poggi |
| 2024 | Garota do Momento | Direção geral | TV Globo | Natália Grimberg (artística)                          | Alessandra Poggi |

### Cinema
| Ano  | Título                             | Notas          | Ref.  |
| ---- | ---------------------------------- | -------------- | ----- |
| 2001 | Distraída Pra Morte                | Curta-metragem |       |
| 2003 | Carolina                           | Curta-metragem |       |
| 2005 | Narciso RAP                        | Curta-metragem |       |
| 2011 | Bróder                             |                | [ 5 ] |
| 2015 | Amuleto                            |                | [ 6 ] |
| 2019 | Correndo Atrás                     |                |       |
| 2019 | M8 - Quando a Morte Socorre a Vida |                | [ 7 ] |
| 2021 | Doutor Gama                        |                |       |